# Porfyrion
Porfyrion (gr. Πορφυρίων Porphyríōn, łac. Porphyrion) – w mitologii greckiej jeden z gigantów.
Uchodził za syna Uranosa i Gai. Brał udział w gigantomachii. Zginął razem z Tyfonem od strzał Apolla. Jeden z mitów podaje, że próbował zgwałcić Herę i został zabity przez Zeusa i Heraklesa.